# Listă de comunități neîncorporate din statul Illinois
- Prezenta pagină este o listă de comunități neîncorporate din statul Illinois, aranjate alfabetic.

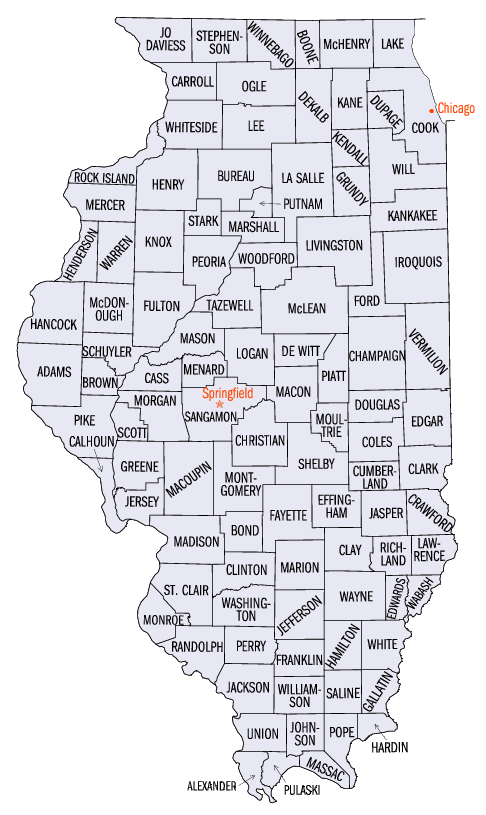
Comitate din statul Illinois, SUA

- Vedeți și Listă de comitate din statul Illinois.
- Vedeți și Listă de orașe din statul Illinois.
- Vedeți și Listă de târguri din statul Illinois.
- Vedeți și Listă de sate din statul Illinois.
- Vedeți și Listă de districte (precincts) din statul Illinois.
- Vedeți și Listă de districte civile (townships) din statul Illinois.
- Vedeți și Listă de comunități desemnate pentru recensământ din statul Illinois.
- Vedeți și Listă de comunități neîncorporate din statul Illinois.
- Vedeți și Listă de localități dispărute din statul Illinois

- În statul Illinois, următoarele categorii de diviziuni administrative nu există,

- Vedeți și Listă de cătune din statul Illinois.
- Vedeți și Listă de districte civile din statul Illinois
- Vedeți și Listă de rezervații amerindiene din statul Illinois
- Vedeți și Listă de zone de teritoriu neorganizat din statul Illinois

## Lista alfabetică a comunităților neîncorporate

### A
- Adair
- Adams
- Aden
- Adenmoor
- Adrian
- Afolkey
- Agnew
- Aiken
- Akin
- Albright
- Alden
- Alexander
- Allens Corners
- Allentown
- Allright
- Alta
- Alworth
- America
- Ames
- Ancona
- Anderson, comitatul Cass
- Andres
- Andrew
- Annapolis
- Appleton
- Arcadia
- Archer
- Argo Fay
- Argonne
- Argyle
- Armstrong
- Arnold, comitatul Carroll
- Arnold, comitatul Morgan
- Ashdale Junction
- Atlas
- Atterberry
- Attila
- Atwater
- Augerville
- Augsburg
- Ayers, comitatul Bond
- Ayers, comitatul Carroll

### B
- Babcock
- Babylon
- Bader
- Baileyville
- Baker
- Bakerville, comitatul Jefferson
- Bakerville, comitatul Logan
- Balcom
- Ballou
- Barclay
- Bargerville
- Barnes
- Barnhill
- Barr, comitatul Macoupin
- Barr, comitatul Sangamon
- Barrow
- Barstow
- Bates
- Batestown
- Bay City, comitatul Pope
- Bayle
- Bearsdale
- Beason
- Beaty
- Beaver Creek
- Beaverton Crossroads
- Beechville
- Bell
- Bellair
- Belleview
- Belltown
- Bennington
- Benville
- Bernadotte
- Berryville
- Berwick
- Beulah Heights
- Beverly
- Bible Grove
- Biggs
- Bigneck
- Billet
- Binghampton
- Birch Island
- Birkbeck
- Bissell
- Black
- Blackhawk
- Blacks
- Blackstone
- Blaine
- Blairsville
- Blanding
- Block
- Bloomfield, comitatul Adams
- Bloomfield, comitatul Johnson
- Bloomington Heights
- Blue Point
- Bluff City, comitatul Fayette
- Bluff City, comitatul Schuyler
- Bluff Hall
- Bluff Springs
- Blyton
- Boaz
- Bobtown
- Boden
- Boggsville
- Bogota
- Boles
- Bolivia
- Bolton
- Bongard
- Boody
- Boos
- Borton
- Boskydell
- Boulder
- Boulder Hill
- Boyd
- Boyleston
- Bradbury
- Bradfordton
- Breckenridge
- Breeds
- Bremen, comitatul Jo Daviess
- Brereton
- Briar Bluff
- Briarwood
- Bristol
- Broadmoor
- Brooks Isle
- Brownfield
- Brownsville
- Brush Hill
- Buckhart
- Buckhorn
- Buffalo Grove, comitatul Ogle
- Buffalo Prairie
- Bungay
- Bunje
- Burke
- Burksville
- Burksville Station
- Burlingame
- Burnett
- Burnside
- Burt
- Burton
- Bushton
- Byron Hills

### C
- Cable
- Cache
- Cadiz
- Cairo Junction
- Calvin
- Cameron
- Camp Epworth
- Camp Ground
- Camp Grove
- Camp Travis
- Campbell
- Campbell's Island
- Candlewick Lake
- Carman
- Carriers Mills
- Carthage Lake
- Cartter
- Castle Fin
- Castleton
- Cayuga
- Center Hill
- Centerville, comitatul Calhoun
- Centerville, comitatul Knox
- Centerville, comitatul White
- Chalfin Bridge
- Chambersburg
- Chamnesstown
- Champlin
- Chana
- Chapman
- Chatton
- Chauncey
- Chautauqua
- Checkrow
- Cheneyville
- Chesney Shores
- Chesterville
- Chestline
- Chestnut
- Chittyville
- Choctaw
- Churchill
- Cimic
- Clank
- Clare
- Clarence
- Clarion
- Clark Center
- Clarksdale
- Clarksville
- Claytonville
- Clear Lake, comitatul Cass
- Cleburne
- Clements
- Cleone
- Cliffdale
- Cloverdale
- Coal Hollow
- Coles
- College Heights
- Collins
- Collison
- Colmar
- Columbia Heights
- Colusa
- Comer
- Como
- Conant
- Confidence
- Conrad
- Cooks Mills
- Cooper
- Cooperstown
- Coral
- Corinth
- Cornerville
- Cornland
- Cottage Grove
- Cottage Hills
- Country Meadows, comitatul Adams
- Covell
- Cowling
- Coyne Center
- Crab Orchard Estates
- Cramers
- Cravat
- Crestview Terrace
- Crisp
- Croft
- Cruse
- Culver
- Cumberland
- Cumberland Heights
- Curtis
- Custer Park

### D
- Daggetts
- Dahinda
- Dallasania
- Danway
- Darmstadt
- Daysville
- Dayton
- Decorra
- Deer Plain
- Deering
- Delafield
- Delhi
- Delong
- Dennison
- Denrock
- Denver
- Depue Junction
- Derby, comitatul Ford
- Derby, comitatul Saline
- Derinda Center
- Dewey
- Dewmaine
- Diamond City
- Diona
- Divide
- Dixon Springs
- Doddsville
- Dogtown
- Dollville
- Dorsey
- Douglas Park
- Dow
- Downey
- Drake
- Drivers
- Dubois
- Dudleyville
- Duncan
- Duncans Mills
- Duncanville
- Dundas
- Dunkel
- Duvall
- Dykersburg

### E
- Eagle Lake
- Eagle Park
- Eagle Point Bay
- East Clinton
- East Fulton
- East Hannibal
- East Hardin
- East Lynn
- East Wenona
- Eaton
- Echo Lake
- Eckard
- Edelstein
- Edgewater Terrace
- Edwards
- Egan
- Egyptian Hills
- Egyptian Shores
- Eileen
- El Vista
- Elco
- Eldena
- Eleanor
- Eleroy
- Elkton
- Ellery
- Elmore
- Elvira
- Elwin
- Emerson
- Englemann
- Enion
- Enos
- Enterprise
- Eola
- Epworth
- Esmond
- Etherton
- Evarts
- Eylar
- Ezra

### F
- Fairbank
- Fairdale
- Fairman
- Fancher
- Fancy Prairie
- Fandon
- Farmingdale
- Fay
- Fayville
- Ferges
- Fergestown
- Ferrin
- Fiatt
- Finney Heights
- Fishhook
- Flagg Center
- Fletcher
- Floraville
- Florence Station
- Florid
- Flowerfield
- Forest Lake
- Fort Sheridan
- Foster Pond
- Fountain
- Fountain Green
- Fowler
- Fox Lake Hills
- Frankfort Heights
- Friendsville
- Frisco
- Frogtown
- Funkhouser
- Future City

### G
- Gages Lake
- Gale
- Galena Knolls
- Galt
- Ganntown
- Garber
- Garden Prairie
- Gerlaw
- Gila
- Gilchrist, comitatul Fulton
- Gilchrist, comitatul Mercer
- Gilead
- Gillum
- Gilmore, comitatul Bond
- Gilmore, comitatul Effingham
- Gilson
- Ginger Hill
- Glen Avon
- Glen Ridge
- Glenarm
- Glenn
- Golden Eagle
- Goldengate
- Goodenow
- Goodwine
- Goofy Ridge
- Gordons
- Gossett
- Grand Chain
- Grand Oaks
- Grantsburg
- Graymont
- Great Lakes
- Green Creek
- Green Rock
- Grigg
- Grimes Addition
- Grimsby
- Groveland

### H
- Hafer
- Hagaman
- Hagarstown
- Haldane
- Half Day
- Hallidayboro
- Hallsville
- Hamlet
- Hamletsburg
- Harco
- Harding
- Hardinville
- Harper
- Harrisonville
- Hazel Dell
- Hazelhurst
- Heartville
- Heathsville
- Hegeler, comitatul Bureau
- Hegeler, comitatul Vermillon
- Helena
- Helm
- Helmar
- Heman
- Henderson Grove
- Henton
- Herald
- Herbert
- Herborn
- Hermon
- Herod
- Hersman
- Hervey City
- Hewittsville
- Hickory Grove, comitatul Adams
- Hickory Grove, comitatul Carroll
- High Meadows
- Hillerman
- Hilltop
- Hinton
- Hitt, comitatul Carroll
- Hitt, comitatul LaSalle
- Holcomb
- Holder
- Holiday Shores
- Hollywood Heights
- Holmes Center
- Hononegah Heights
- Hookdale
- Hopewell Estates
- Hopper
- Hord
- Hornsby
- Horseshoe
- Howardton
- Howe
- Hubly
- Huegely
- Hunt
- Huntsville
- Hutchins Park

### I
- Idlewood
- Iles Park Place
- Illinois City
- Imbs
- Ingleside
- Ingraham
- Irene
- Ivanhoe

## J
- Jacob
- Jamaica
- Jamestown
- Janesville
- Jeiseyville
- Jenkins
- Jonesville

### K
- Karbers Ridge
- Kasbeer
- Kaufman
- Kedron
- Keeneyville
- Kellerville
- Kemp
- Kemper
- Kennedy
- Kent
- Kernan
- Kerrik
- Kibbie
- Kingdom
- Kingman
- Kings, comitatul Coles
- Kings, comitatul Ogle
- Klondike
- Knapps Noll
- Knollwood
- Kortcamp
- Kumler

### L
- La Crosse
- La Place
- Ladd Junction
- La Fox
- Lake Barrington Shores
- Lake Camelot
- Lake Carroll
- Lake Centralia
- Lake Crest
- Lake Holiday
- Lake Lancelot
- Lake of the Woods
- Lake Sara
- Lake Summerset
- Lake Tacoma
- Lake Thunderbird
- Lake Wildwood
- Lakeview
- Lakewood Park
- Lamb
- Lancaster
- Lane
- Langleyville
- Larchland
- Latham Park
- Laura
- Lawn Ridge
- Layton
- Ledford
- Leeds
- Leon Corners
- Lick Creek
- Lilly
- Lillyville
- Limerick
- Lincolnshire Woods
- Lindenwood
- Literberry
- Little America
- Little Indian
- Little Rock
- Lodge
- Logan
- Lombardville
- Lone Tree
- Long Lake
- Loogootee
- Lorenzo
- Lost Nation
- Lowder
- Lowell
- Low Point
- Loxa
- Lumaghi Heights
- Luther
- Lynn Center
- Lyttleville

### M
- Madonnaville
- Malvern
- Manville
- Maple Lane
- Maple Point
- Maples Mill
- Marblehead
- Marcelline
- Marcoe
- Mardell Manor
- Marlow
- Marston
- Massbach
- Maud
- Mayfair
- Maytown
- Mboro
- McCall
- McClusky
- McConnell
- McCormick
- McDowell
- McGaw Park
- McGirr
- McKeen
- McVey
- Meadows
- Medinah
- Meersman
- Menard
- Meppen
- Meriden
- Meridian Heights
- Mermet
- Merna
- Merriam
- Merrimac
- Merritt
- Merry Oaks
- Mesa Lake
- Meyer
- Michael
- Middlegrove
- Middlesworth
- Midland City
- Midland Hills
- Midway
- Miles Station
- Miller City
- Miller Lake
- Millersville
- Milmine
- Mineral Springs
- Missal
- Mitchell
- Mitchellsville
- Mobet Meadows
- Mode
- Modena
- Modoc
- Monica
- Monroe City
- Monterey
- Moonshine
- Mooseheart
- Morehaven
- Morristown
- Morse
- Morseville
- Mossville
- Mount Carbon
- Mount Palatine
- Mozier
- Munster

### N
- National Stock Yards
- Neadmore
- Nekoma
- Nettlecreek
- Neunert
- New Bush
- New Camp
- New Castle
- New City
- New Columbia
- New Delhi
- New Diggins
- New Hanover
- New Hebron
- New Liberty
- New Memphis
- New Philadelphia Town Site
- Windsor (New Windsor)
- Newcastle
- Newtown
- Niota
- Normandale
- Normandy
- North Dixon
- North Hampton
- North Mounds
- North Quincy
- North Suburban
- Northern Oaks
- Northmore Heights
- Northwoods
- Nortonville
- Norway
- Nutwood

### O
- Oak Brook Mall Branch
- Oak Hill
- Oak Ridge
- Oak Run
- Ocoya
- Ogden
- Old Berlin
- Old Camp
- Old Gilchrist
- Old Kane
- Old Stonington
- Olena
- Olive Branch
- Oliver
- Opdyke
- Ophiem
- Oraville
- Orchard Heights
- Orchard Mines
- Orchardville
- Ormonde
- Ospur
- Ossami Lake
- Ottville
- Ozark

### P
- Paderborn
- Padua
- Paineville
- Palm Beach
- Paloma
- Palsgrove
- Park Hills
- Parkland
- Parrish
- Pattonsburg
- Paynes Point
- Pekin Heights
- Pekin Mall
- Penfield
- Penrose
- Perks
- Perryville
- Petrolia
- Pierson
- Piety Hill
- Pike
- Pinkstaff
- Piopolis
- Pisgah
- Plainview
- Plato Center
- Plattville
- Plumfield
- Pomona
- Poplar City
- Portland Corners
- Posey
- Pottstown
- Prairie Center
- Prairie View
- Prairietown
- Prairieville
- Prentice
- Providence
- Pulleys Mill
- Putnam

### R
- Raddle
- Radford
- Rapatee
- Rardin
- Ray
- Red Oak
- Red Town
- Reeds Station
- Rees
- Reevesville
- Renault
- Renchville
- Rend City
- Reno
- Rentchler
- Reynoldsburg
- Reynoldsville
- Riddle Hill
- Ridgefield
- Riffel
- Riggston
- Rinard
- Rising Sun, comitatul Pope
- Rising Sun, comitatul White
- Ritchie
- Riverview
- Roaches
- Robbs
- Robein
- Roby
- Rockport
- Rockwell
- Rodden
- Rollo
- Rome Heights
- Rosebud
- Round Knob
- Rowe
- Royal Lake Resort
- Royal Lake
- Rugby
- Russelville
- Ryan

### T
- Tabor
- Talbott
- Taylor Ridge
- Teheran
- Temple Hill
- Texas City
- Texico
- Thackeray
- The Burg
- Thomas
- Tice
- Timothy
- Tioga
- Tipton, comitatul Champaign
- Tipton, comitatul Monroe
- Todds Mill
- Tomahawk Bluff
- Tonti
- Toronto
- Towne Oaks
- Trilla
- Trimble
- Triumph
- Trivoli
- Trowbridge
- Tunnel Hill
- Tuscarora

### U
- Ulah
- Union Center
- Unionville
- Urbain
- Urbandale

### V
- Valley View
- Van Burensburg
- Van Orin
- Vanderville
- Velma
- Venetian Village (CDP)
- Vera
- Vermilion City
- Vermilionville
- Villa Ridge

### W
- Wacker
- Waddams Grove
- Wakefield
- Walnut Grove, Putnam County
- Walnut Prairie
- Walpole
- Walsh
- Walton
- Wanlock
- Ware
- Warner
- Wartburg
- Wartrace
- Wasco
- Wasson
- Watertown
- Weaver
- Webster
- Webster Park
- Wedron
- Weir
- Welge
- Wendel
- Wendelin
- West End
- West Hallock
- West Liberty
- West Union
- West Vienna
- West York
- Westervelt
- Weston, McLean County
- Westport
- Wetaug
- White Heath
- Whitefield
- Whittington
- Wilbern
- Wilbur Heights
- Wildwood
- Wildwood Valley
- Willard
- Willey Station
- Willeys
- Willow
- Wilton Center
- Wine Hill
- Wing
- Winkle
- Winneberger
- Winneshiek
- Wisetown
- Woburn
- Wolf Lake
- Womac
- Woodbine
- Woodburn
- Woodford
- Woodland Addition
- Woodland Shores
- Woodville
- Woodyard
- Woosung
- Wrights Corner
- Wynoose

### Y
- Yantisville
- Yatesville
- Yeoward Addition
- York
- York Center
- Yorktown
- Youngstown
- Yuton

### Z
- Zearing
- Zenith
- Zier Cors

### Alte legături interne
- Categorie:Liste de orașe din Statele Unite după stat
- Categorie:Liste de târguri din Statele Unite după stat
- Categorie:Liste de districte civile din Statele Unite după stat
- Categorie:Liste de sate din Statele Unite după stat
- Categorie:Liste de comunități desemnate pentru recensământ din Statele Unite după stat
- Categorie:Liste de comunități neîncorporate din Statele Unite după stat
- Categorie:Liste de localități dispărute din Statele Unite după stat
- Categorie:Liste de rezervații amerindiene din Statele Unite după stat
- Categorie:Liste de zone de teritoriu neorganizat din Statele Unite după stat

### Alte pagini conexe
- Listă de orașe din statul Illinois
- Listă de târguri din statul Illinois
- Listă de sate din statul Illinois
- Listă de districte (precincts) din statul Illinois
- Listă de districte civile (townships) din statul Illinois
- Listă de comunități desemnate pentru recensământ din statul Illinois
- Listă de comunități neîncorporate din statul Illinois
- Listă de localități dispărute din statul Illinois